# آنتونیس ساماراکیس
آنتونیس ساماراکیس (به یونانی: Αντώνης Σαμαράκης) (زاده ۱۶ اوت ۱۹۱۹ – درگذشته ۸ اوت ۲۰۰۳) یکی از رمان‌نویسان معاصر یونانی بود. معروفترین اثر او رمان
اشتباه است که در ایران با عنوان «نقطه ضعف» ترجمه شده‌است.

## ترجمه آثار
- نَفَس و داستانهای دیگر؛ ترجمه: فریدون فریاد (از متن پونانی)؛ نشر چشمه؛ چاپ اول: تابستان ۱۳۸۲؛ تهران.
- نقطه ضعف؛ ترجمه: مرتضی کلانتریان؛ مؤسسه انتشارات آگاه.